# Aquiles Tácio
Aquiles Tácio (em grego: Αχιλλεύς Τάτιος; romaniz.: Achilles Tatius) de Alexandria foi um escritor grego do período romano, cuja fama está vinculada ao seu único trabalho que sobreviveu até nossos dias, o romance erótico As Aventuras de Leucipe e Clitofon.

## Vida e trabalhos menores
Muito pouco é conhecido do autor; e são poucos os dados fornecidos pelas fontes, representadas por Fócio e a Suda (que refere-se a ele como Aquiles Estácio), muitas vezes enganosos. Os estudiosos modernos acreditam que, com base em papiros encontrados, o autor deve ter vivido durante ou antes do final do século II. Supõe-se geralmente que viveu e escreveu anteriormente ao escritor grego Longo. A tradição manuscrita atribui-lhe ter vivido na Alexandria, talvez corretamente, porém baseada apenas na descrição detalhada da cidade, encontrada no seu romance. A alegação da Suda de que ele se converteu ao cristianismo e tornou-se um bispo, é frequentemente tida como ficcional.
A Suda atribui-lhe também a autoria de uma obra sobre a esfera (em grego περὶ σφαίρας), um fragmento do que professa ser uma introdução ao Phaenomena de Arato pode ainda existir (em grego Eἰσαγωγὴ εἰς τὰ Ἀράτoυ φαινόμενα). Isso, no entanto, pode ser o trabalho de outro Aquiles Tácio, que viveu no século III. Este trabalho é referido por Fírmico Materno, que aproximadamente em 336, fala do prudentissimus Achilles em seu Matheseos libri (Math. iv. 10). O fragmento foi publicado pela primeira vez em 1567, então no Uranologion do erudito jesuíta Denis Pétau, com uma versão latina em 1630. A mesma fonte refere-se ainda a um trabalho de Aquiles Tácio sobre etimologia, e um outro intitulado Histórias diversas.